# Tweede Kamerverkiezingen in het kiesdistrict Utrecht II
Tweede Kamerverkiezingen in het kiesdistrict Utrecht II geeft een overzicht van verkiezingen voor de Nederlandse Tweede Kamer in het kiesdistrict Utrecht II in de periode 1897-1918.
In 1897 werd het meervoudige kiesdistrict Utrecht gesplitst in twee enkelvoudige kiesdistricten, Utrecht I en Utrecht II. Tot het kiesdistrict Utrecht II behoorde een gedeelte van de gemeente Utrecht.
Het kiesdistrict Utrecht II vaardigde in dit tijdvak per zittingsperiode één lid af naar de Tweede Kamer. 
Legenda
- cursief: in de eerste verkiezingsronde geëindigd op de eerste of tweede plaats, en geplaatst voor de tweede ronde;
- vet: gekozen als lid van de Tweede Kamer.

## 15 juni 1897
De verkiezingen werden gehouden na ontbinding van de Tweede Kamer.
|                   | 15 juni | 25 juni |
| ----------------- | ------- | ------- |
| Kiesgerechtigden  | 4.142   | 4.142   |
| Opkomst           | 3.476   | 3.659   |
| Geldige stemmen   | 3.417   | 3.615   |
| Blanco stemmen    | 59      | 44      |
| Kandidaten        |         |         |
| J.N. Bastert      | 840     | 2.077   |
| J.W. Bergansius   | 1.144   | 1.538   |
| A.L.W. Seijffardt | 593     |         |
| P.J. Troelstra    | 444     |         |
| A. Brummelkamp    | 396     |         |

## 14 juni 1901
De verkiezingen werden gehouden na ontbinding van de Tweede Kamer.
|                  | 14 juni | 27 juni |
| ---------------- | ------- | ------- |
| Kiesgerechtigden | 4.527   | 4.527   |
| Opkomst          | 3.617   | 3.549   |
| Geldige stemmen  | 3.505   | 3.518   |
| Blanco stemmen   | 114     | 31      |
| Kandidaten       |         |         |
| J. Roëll         | 1.059   | 1.932   |
| D.A.P.N. Koolen  | 1.390   | 1.586   |
| J. Oudegeest     | 903     |         |
| E.A. Smidt       | 151     |         |

## 16 juni 1905
De verkiezingen werden gehouden na ontbinding van de Tweede Kamer.
|                  | 16 juni | 28 juni |
| ---------------- | ------- | ------- |
| Kiesgerechtigden | 6.087   | 6.087   |
| Opkomst          | 5.310   | 5.580   |
| Geldige stemmen  | 5.243   | 5.550   |
| Blanco stemmen   | 67      | 30      |
| Kandidaten       |         |         |
| J. Roëll         | 1.059   | 3.006   |
| N. de Ridder     | 2.422   | 2.544   |
| J. Oudegeest     | 963     |         |
| M.W.F. Treub     | 507     |         |

## 11 juni 1909
De verkiezingen werden gehouden na ontbinding van de Tweede Kamer.
|                        | 11 juni | 23 juni |
| ---------------------- | ------- | ------- |
| Kiesgerechtigden       | 6.662   | 6.662   |
| Opkomst                | 5.392   | 5.438   |
| Geldige stemmen        | 5.337   | 5.351   |
| Blanco stemmen         | 55      | 87      |
| Kandidaten             |         |         |
| J.S.F. van Hoogstraten | 2.644   | 2.992   |
| J. Roëll               | 1.228   | 2.359   |
| J. van Leeuwen         | 1.202   |         |
| W.H.M. Werker          | 263     |         |

## 17 juni 1913
De verkiezingen werden gehouden na ontbinding van de Tweede Kamer.
|                        | 17 juni | 25 juni |
| ---------------------- | ------- | ------- |
| Kiesgerechtigden       | 8.540   | 8.540   |
| Opkomst                | 7.867   | 7.973   |
| Geldige stemmen        | 7.718   | 7.907   |
| Blanco stemmen         | 149     | 66      |
| Kandidaten             |         |         |
| J. van Leeuwen         | 2.668   | 4.142   |
| J.S.F. van Hoogstraten | 3.522   | 3.765   |
| C. Lely                | 1.512   |         |
| J. van den Berg        | 16      |         |

## 15 juni 1917
De verkiezingen werden gehouden na ontbinding van de Tweede Kamer.
|                  | 15 juni |
| ---------------- | ------- |
| Kiesgerechtigden | 10.086  |
| Opkomst          | 3.380   |
| Geldige stemmen  | 3.068   |
| Blanco stemmen   | 312     |
| Kandidaten       |         |
| J. van Leeuwen   | 2.555   |
| A. de Hullu      | 296     |
| L.L.H. de Visser | 219     |

## Opheffing
De verkiezing van 1917 was de laatste verkiezing voor het kiesdistrict Utrecht II. In 1918 werd voor verkiezingen voor de Tweede Kamer overgegaan op een systeem van evenredige vertegenwoordiging met kandidatenlijsten van politieke partijen.